# Naturschutzgebiet Breibachtal
Das Naturschutzgebiet Breibachtal ist ein Naturschutzgebiet in der Umgebung von Breibach in der Gemeinde Kürten im Rheinisch-Bergischen Kreis.

## Beschreibung
Das Naturschutzgebiet liegt im Breibachtal zwischen Breibach und Broich, wo der Bach in die Kürtener Sülz fließt. Es umfasst die Talsohle mit Hochstauden-Feuchtbrachen, Feucht- und Fettwiesen. Im nördlichen Teil befindet sich getrennt durch eine Straße an einem Unterhang eine Magerwiese.

## Vegetation und Schutz
Die Schutzausweisung erfolgte zur Erhaltung und Entwicklung von naturnahen Auen-Lebensräumen mit Feucht-Nassgrünland, extensiv genutztem Grünland, Fließgewässer, Kleingewässer, Auengehölzen.
Im Einzelnen werden folgende Schutzzwecke festgesetzt:
- Erhaltung und Sicherung der geschützten Biotope: Bruch-, Sumpf- und Auwälder, seggen- und binsenreiche Naßwiesen, Quellbereiche sowie natürliche und naturnahe Bereiche fließender und stehender Binnengewässer,
- Schutz, Pflege und Entwicklung der an vorgenannte Mager- und Feuchtstandorte gebundene Lebensgemeinschaften sowie angepasster und seltener Tier- und Pflanzenarten,
- Erhaltung und Entwicklung des Siefentals als typischen und vielgestaltigen Landschaftsausschnitt und offenen Talraum im siedlungsnahen Umfeld.[2]

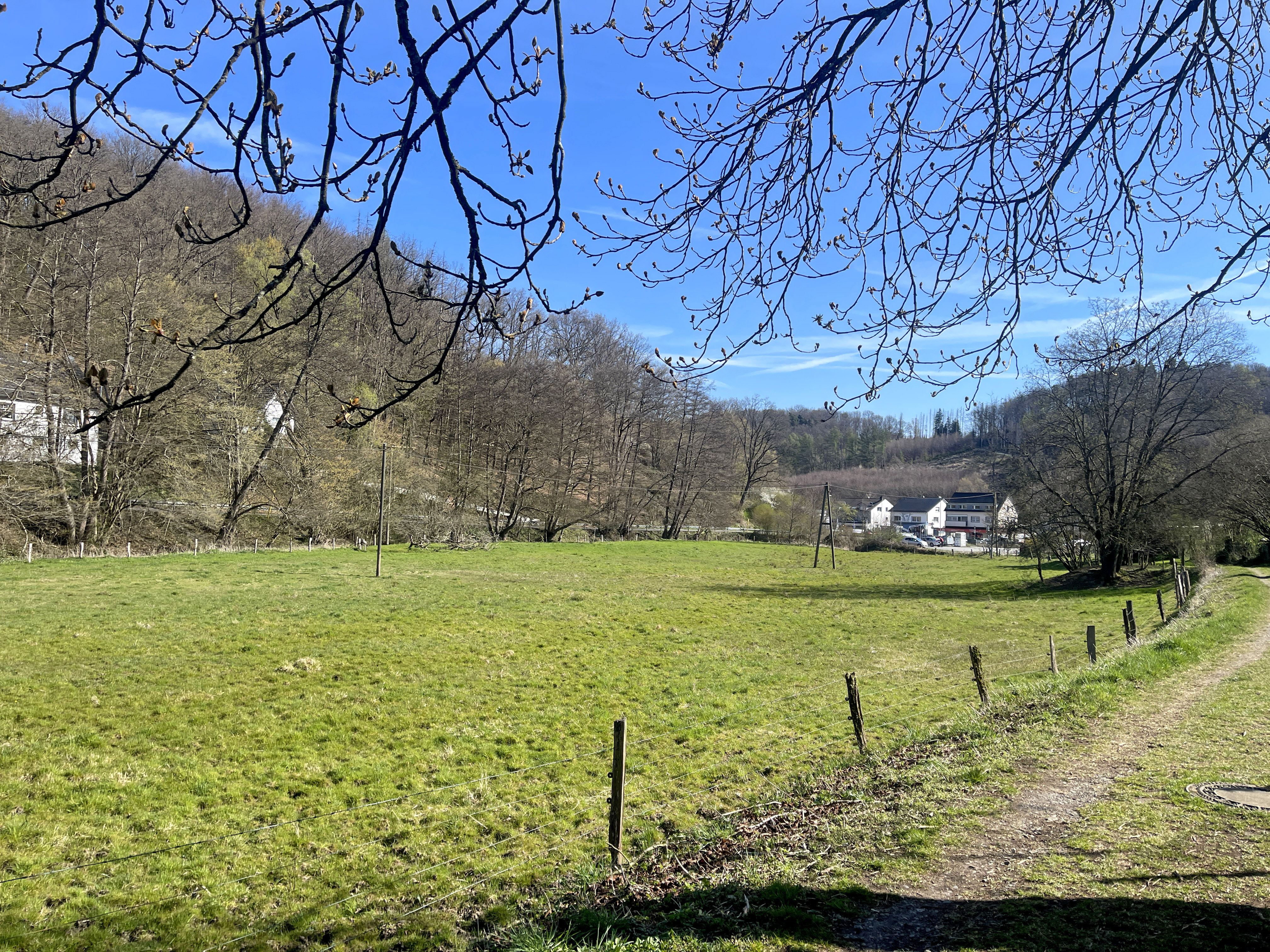
nordöstl. Bereich des NSG nahe Broich
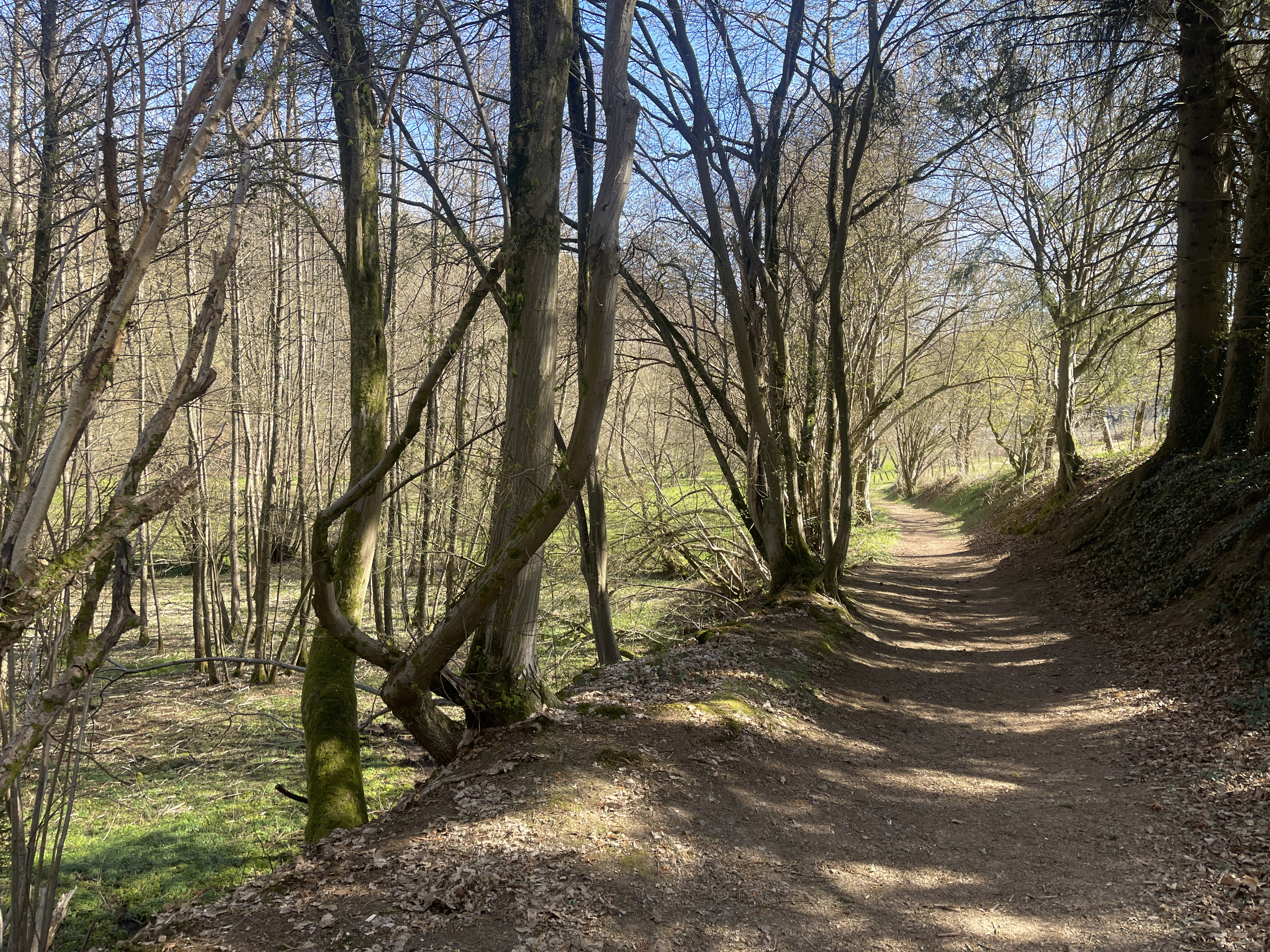
Auwald im mittleren Bereich
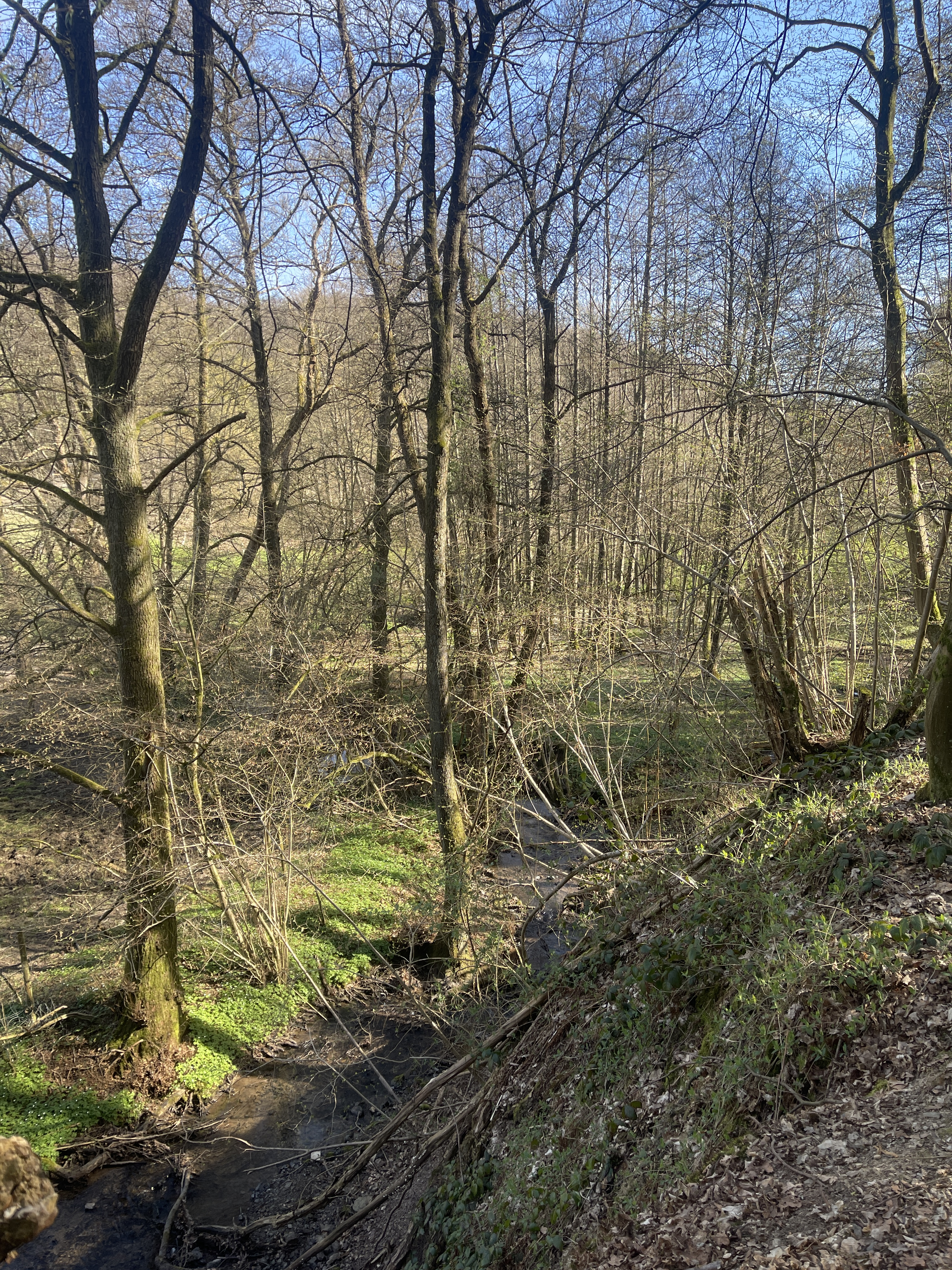
Breibach im Auwald
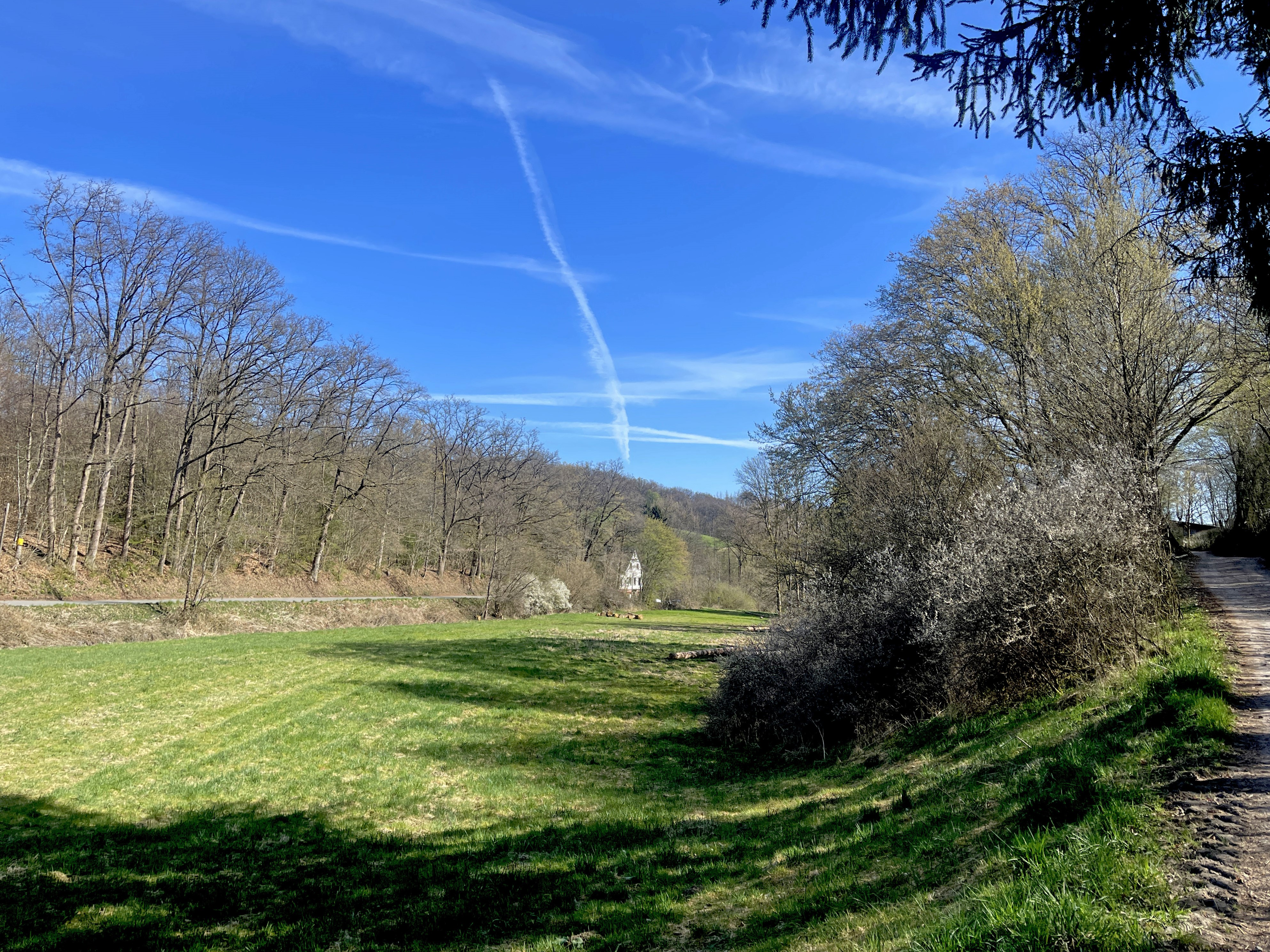
südwestl. Bereich nahe Breibach
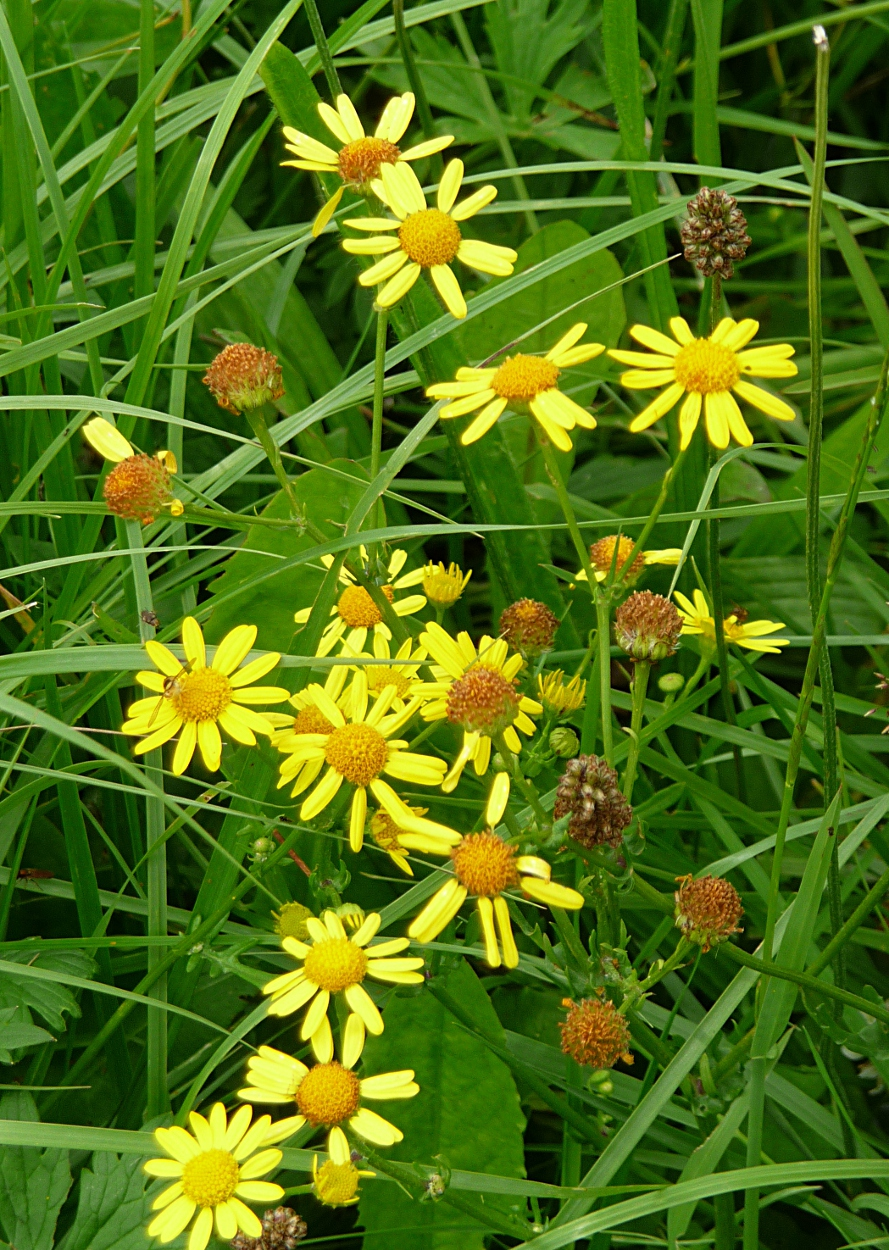
Wasser-Greiskraut - zwar invasiv, aber hier schützenswert
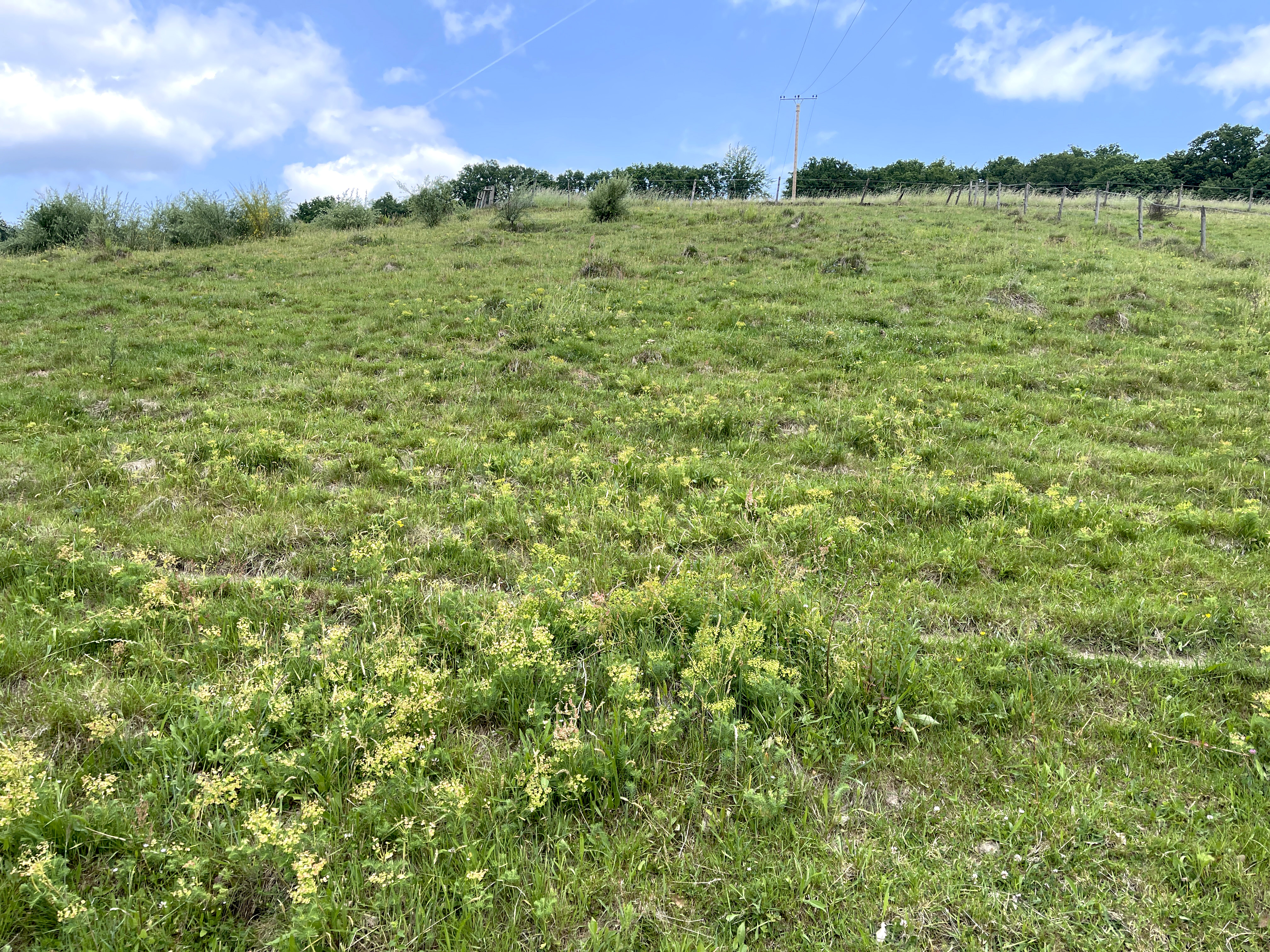
Magerwiese östl. Kettenberg - gr. Bestand an Zypressen-Wolfsmilch
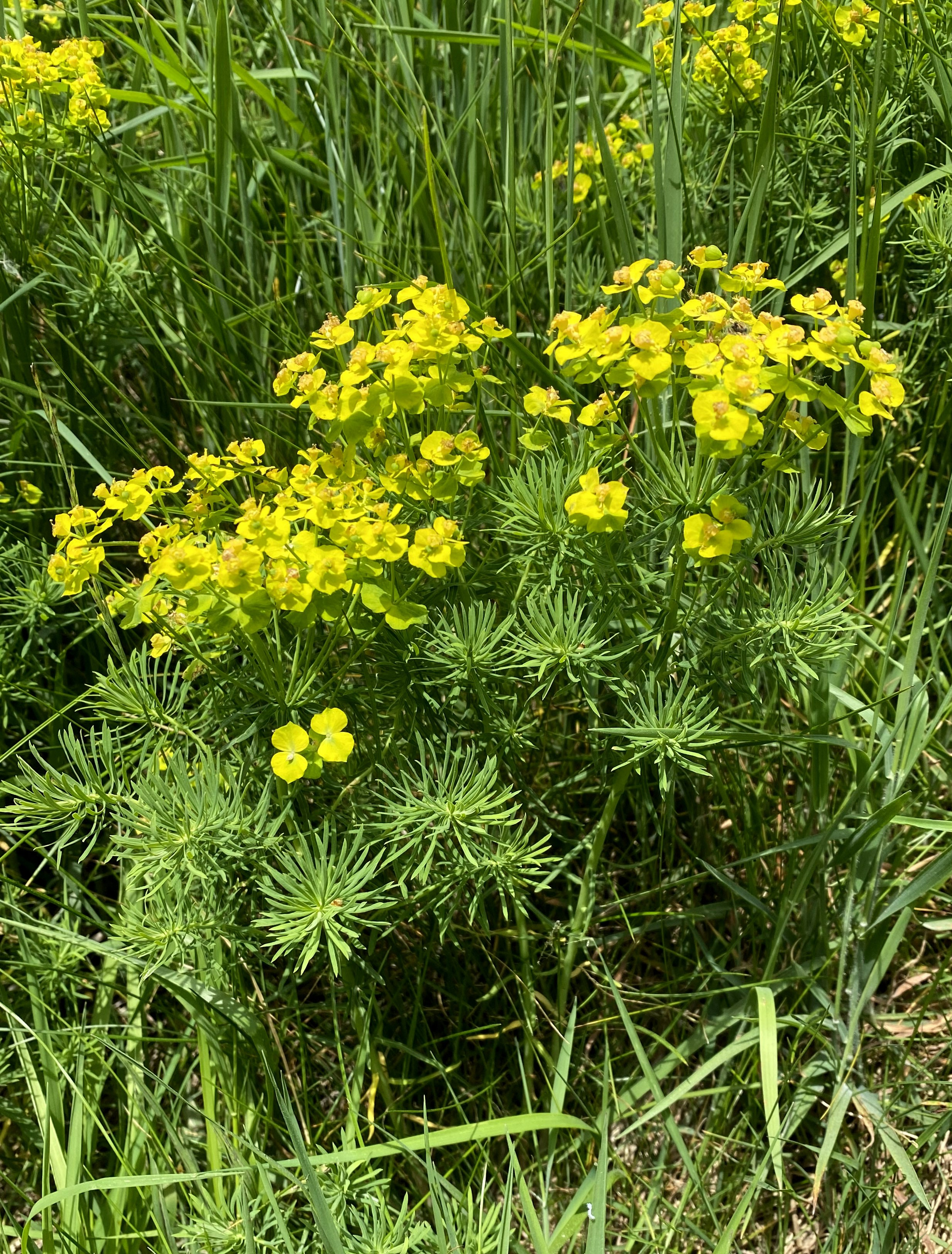
Zypressen-Wolfsmilch
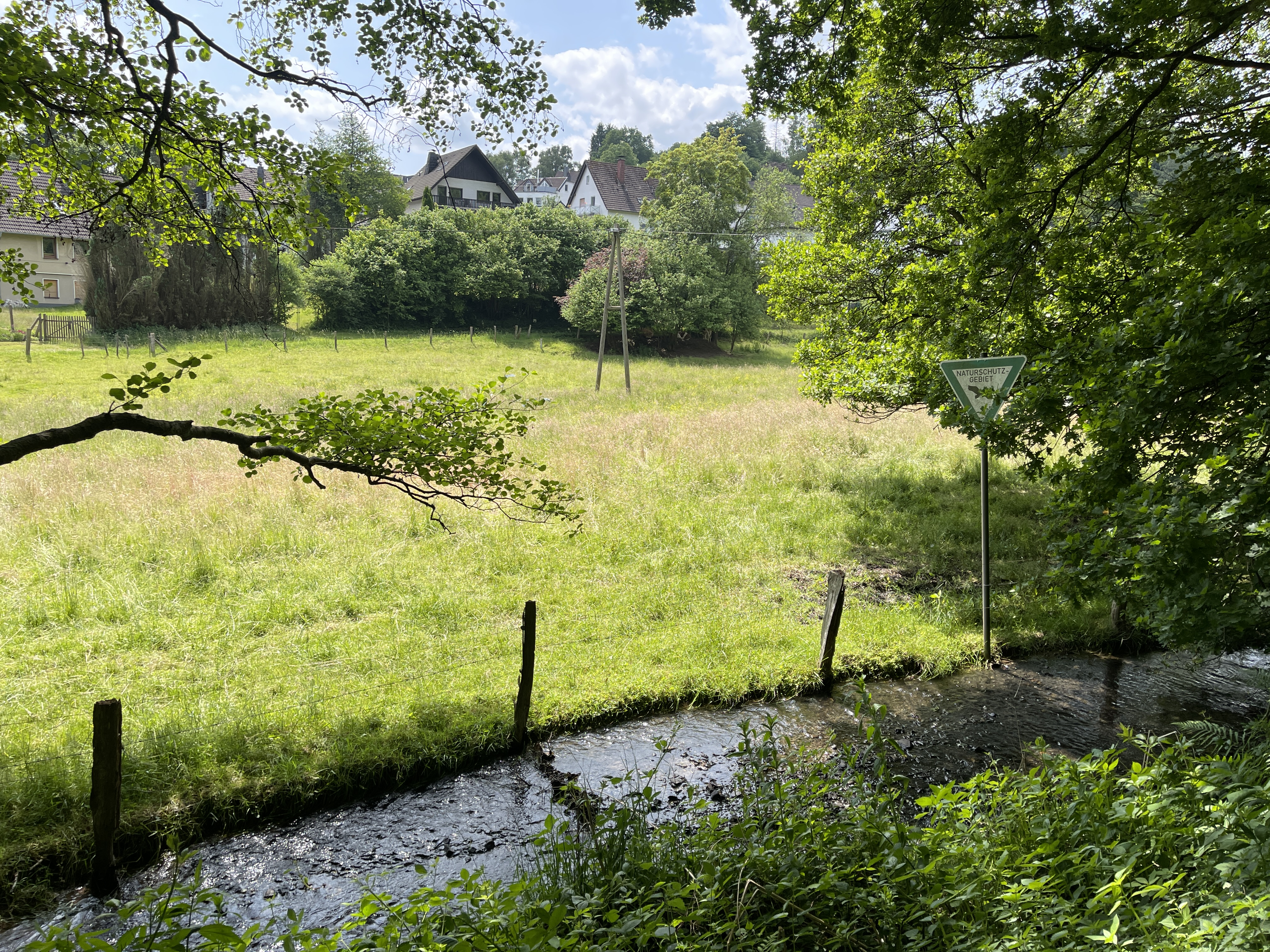
Breibach im NSG nahe Broich